# 가테이
가테이(嘉禎, かてい)는 일본의 연호(元号) 중 하나이다.
- 전후 : 분랴쿠(文暦) 이후 - 랴쿠닌(暦仁) 이전.
- 시기 : 1235년~1237년
- 천황 : 시조 천황
- 쇼군 : 가마쿠라 막부의 후지와라 노 요리쓰네
- 싯켄 : 호조 야스토키

## 개원
- 분랴쿠 2년 9월 19일(율리우스력 1235년 11월 1일), 지진이 빈발함에 따라 개원(改元).
- 가테이 4년 11월 23일(율리우스력 1238년 12월 30일), 랴쿠닌으로 개원된다.

## 출전
《북제서》 〈문선제기〉의 “圖諜潛蘊，千祀彰明，嘉禎幽祕，一朝紛委，以表代德之期……”

## 서력과의 대조표
| 가테이 | 원년   | 2년    | 3년    | 4년    |
| ------ | ------ | ------ | ------ | ------ |
| 서력   | 1235년 | 1236년 | 1237년 | 1238년 |
| 간지   | 을미   | 병신   | 정유   | 무술   |

## 같이 보기
- 일본의 연호 일람

| 이전 분랴쿠 | 일본의 연호 1235년 ~ 1238년 | 다음 랴쿠닌 |